# Lamis von Megara
Lamis von Megara war der Anführer einer größeren Anzahl von Kolonisten aus seiner griechischen Heimat, die im Zuge der griechischen Kolonisation versuchte, sich um 730 v. Chr. gemeinsam mit den Chalkidiern auf Sizilien anzusiedeln. Sie trennten sich jedoch kurze Zeit später von den Chalkidiern, da diese sich gleich zu Anfang die besten Siedlungsplätze, namentlich Naxos (Sizilien), Leontinoi und Katane, angeeignet hatten. Sie gründeten daher Trotilon. Theokles, der Führer der Chalkidier, bot ihnen schließlich an, sich in Leontinoi unter der Bedingung niederlassen zu dürfen, dass sie bei der Vertreibung der dort noch einheimischen Sikeler behilflich seien. Theokles verdrängte sie jedoch bald wieder, so dass sie gezwungen waren unter ihrem Führer Lamis weiter zu ziehen, um nach einem anderen geeigneten Siedlungsplatz Ausschau zu halten. Sie gründeten schließlich Thapsos, wo dieser starb.

## Sekundärliteratur
- J. Bérard: La colonisation grecque. 1957
- R. P. Legon: Megara. 1981

| Personendaten    | Personendaten                                      |
| ---------------- | -------------------------------------------------- |
| NAME             | Lamis von Megara                                   |
| KURZBESCHREIBUNG | Anführer der griechischen Kolonisten auf Sizilien  |
| GEBURTSDATUM     | vor 730 v. Chr.                                    |
| STERBEDATUM      | 8. Jahrhundert v. Chr. oder 7. Jahrhundert v. Chr. |
| STERBEORT        | Thapsos                                            |